# Coelestingrube Giershagen
Die Coelestingrube Giershagen war ein Erzbergwerk in Giershagen im östlichen Sauerland in Nordrhein-Westfalen, in der zu Beginn des 20. Jahrhunderts in kleinen Tagebauen und Schürfpingen das Strontiummineral Coelestin abgebaut wurde. Das Vorkommen zählte zu den wenigen Strontium-Lagerstätten, die in Deutschland erschlossen wurden. Die letzte Betriebsperiode endete nach dem Zweiten Weltkrieg.

## Geographie

### Geographische Lage
Die Coelestingrube liegt nördlich der Ortschaft am östlichen Ausgang des Mühlentales.

### Geologie
Über die Bildung des Giershagener Coelestins gab es unterschiedliche geologische Vorstellungen. Die ersten Bearbeiter sahen die Coelestinbildungen als Mineralisationen an, die aus aszendenten hydrothermalen Erzlösungen ausgeschieden wurden. Dagegen sieht Werner Paeckelmann die Coelestinmineralisation als eine fazielle Vertretung von Gipsbildungen in den Randbereichen des Zechsteinmeeres an.
Heute geht man davon aus, dass Coelestin aus hochkonzentrierten Meereswässern des randlichen Zechstein-Meeres in von der Frischwasserzufuhr abgeschnürten Meeresbuchten ausgefällt wurde. Die Mineralisation ist an Tonsteine des Werra-Staßfurt-Grenztones und die Staßfurt-Karbonate des Zechsteins gebunden, die bei Giershagen direkt das gefaltete paläozoische Grundgebirge überlagern.

## Geschichte
Coelestin wurde in der Umgebung von Giershagen seit 1892 durch die Deutsche Coelestingesellschaft GmbH zunächst durch Schürfe erkundet und seit 1895 in einem Versuchsbetrieb abgebaut, der nach kurzer Zeit jedoch wieder zum Erliegen kam. Bereits im Jahr 1903 wurde ein erneuter Abbauversuch gestartet. Dazu wurden Schürfgräben und -schächte angelegt, um die Geologie und den Vorrat der Lagerstätte zu erkunden. Der in Giershagen gewonnene, mit Hand verlesene Coelestin wurde in Obergembeck verarbeitet und wies Strontiumsulfat-Gehalte von über 90 % auf.
Gegen Ende des Zweiten Weltkrieges wurde aufgrund der sich verschärfenden Rohstoffsituation das Vorkommen erneut durch Geologen des Reichsamtes für Bodenforschung bewertet. Coelestin wurde als eines der wenigen abbauwürdigen Strontiumminerale in der Pyrotechnik und bei der Herstellung von Leuchtspurmunition verwendet. Die durchschnittliche Mächtigkeit des Coelestinlagers wird mit 1 bis 1,50 Meter angegeben, wobei auch nesterförmige Anreicherungen beobachtet werden konnten. Das Vorkommen erstreckte sich auf einer Länge von 500 Metern und 15 bis 25 m Breite und wurde größtenteils durch Schürfe erschlossen. Die Lagerstätte wurde in den letzten Kriegsmonaten von Kriegsgefangenen und Evakuierten abgebaut, die in einem Barackenlager in Giershagen untergebracht waren. Für die Aufbereitung des Giershagener Coelestin musste ein neues Verfahren entwickelt werden, welches jedoch kriegsbedingt technisch nicht mehr umgesetzt werden konnte. Dazu wurden an der Bergakademie Clausthal mittels Mineralproben verschiedene Aufbereitungsverfahren getestet.
Das kleine Vorkommen besaß lediglich einen Vorrat von 500 t und wurde in den 1970er Jahren bei einer Lagerstättenneubewertung als unbedeutend und unwirtschaftlich eingestuft.